# Klimbaarzen
Klimbaarzen of labyrintvissen (Anabantidae) zijn een familie van vissen uit de orde baarsachtigen.

## Kenmerken
Ze hebben door het gebrek aan voldoende zuurstof in de wateren waarin ze leven een speciaal orgaan ontwikkeld om lucht van het wateroppervlak te kunnen opnemen en daaraan zuurstof te onttrekken. Dit labyrintorgaan bevindt zich bij deze vissen boven op de kop tussen de ogen. De meeste klimbaarzen bouwen schuimnesten met de lucht die zij in hun labyrintorgaan hebben opgenomen.

## Taxonomie
Er worden 4 geslachten en 36 soorten onderscheiden.

## Geslachten
- Anabas Cloquet, 1816
- Ctenopoma W. K. H. Peters, 1844
- Microctenopoma S. M. Norris, 1995
- Sandelia Castelnau, 1861

## Referentie
1. ↑  Systematiek met doorlopende familie familienummers en ordenummers volgens Fishes of the World (4th edition) van Joseph S.Nelson 2006